# Krty-Hradec

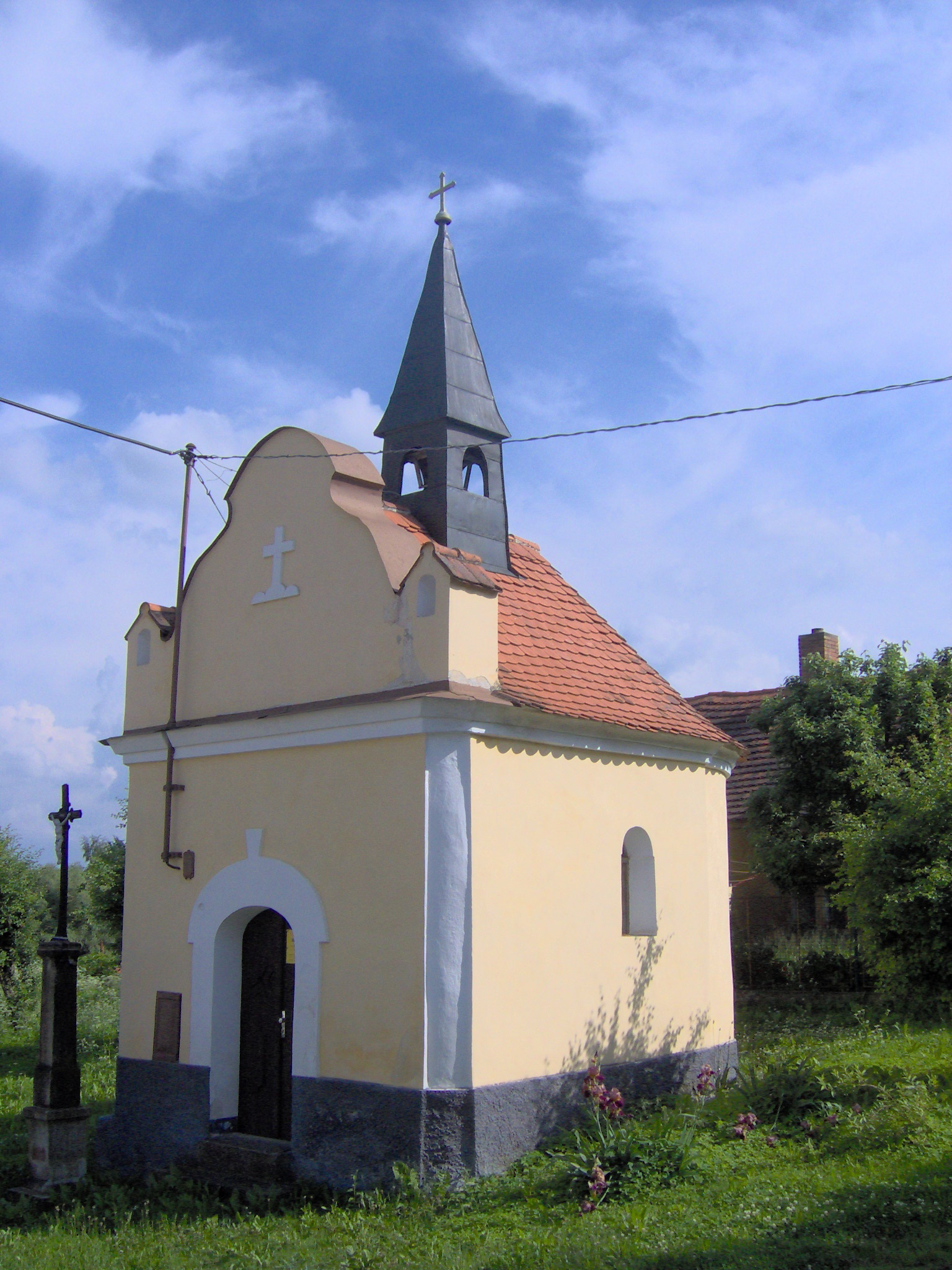
Kapelle in Krty

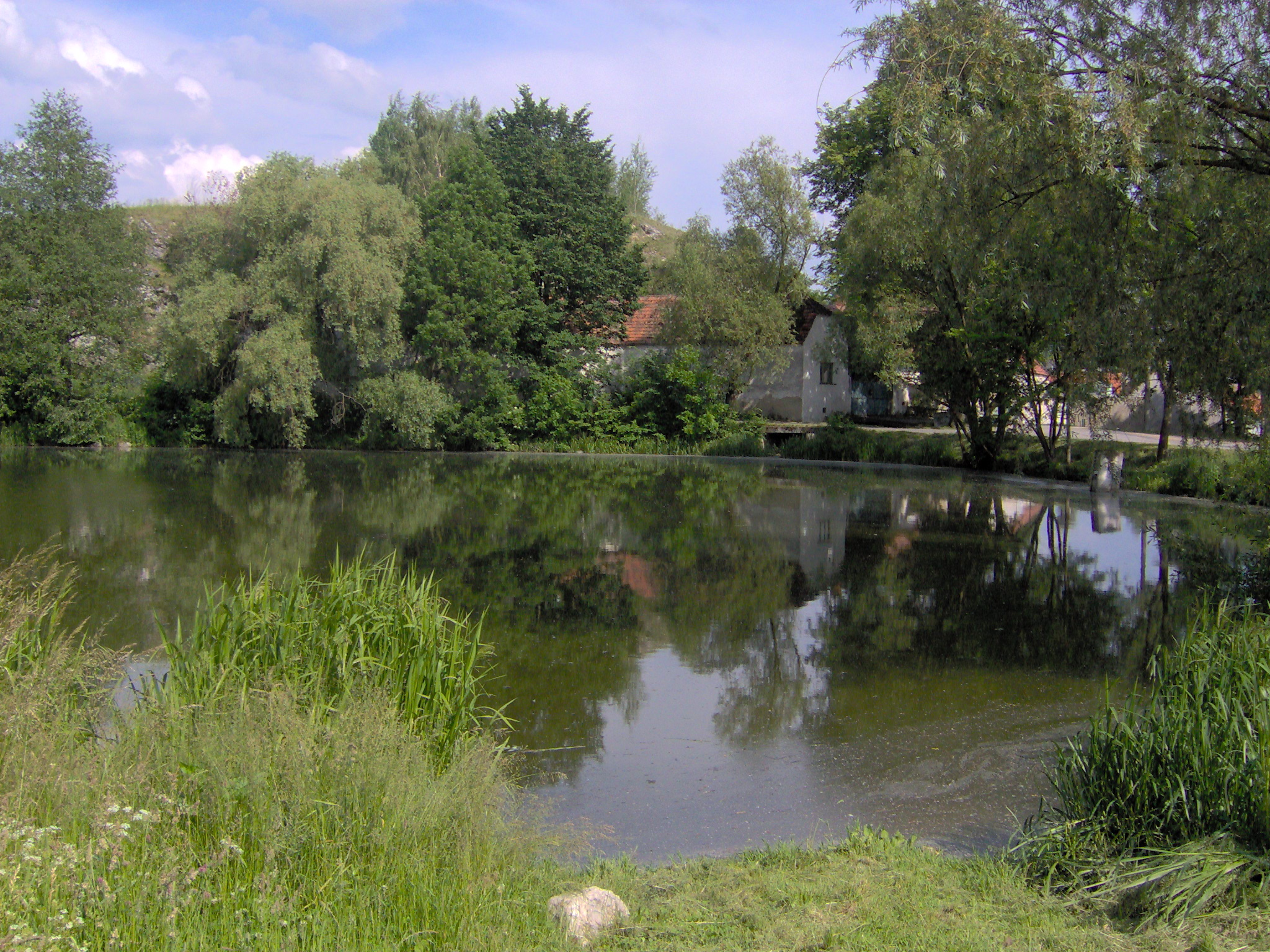
Hradecký rybník

Krty-Hradec, bis 1997 Krty (deutsch Krt, 1939–45 Mullheid) ist eine Gemeinde in Tschechien. Sie liegt sechs Kilometer nordwestlich von Strakonice in Südböhmen und gehört zum Okres Strakonice.

## Geographie

### Geographische Lage
Krty-Hradec befindet sich im Hügelland der Blatenská pahorkatina. Das Dorf liegt im Tal der Kolčavka (Rissowsky) an den Teichen Hradecký rybník und Veský rybník. Es besteht aus zwei durch den Damm zwischen beiden Teichen verbundenen Ortslagen: Krty am Westufer des Veský rybník bzw. Krtský rybník und Hradec am Nordufer des Hradecký rybník. Nordöstlich erhebt sich der Březový vrch (571 m), im Osten der Tisovník (589 m), südöstlich die Ryšová (527 m) und der Kuřidlo, im Süden die Babina (434 m) und Šibenice (443 m), südwestlich die Kněží hora (493 m) und im Nordwesten der Háj (535 m). Gegen Norden liegt der Teich Novokrtský rybník. Nördlich von Hradec wird in einem ausgedehnten Steinbruch kristalliner Kalkstein gewonnen.

### Gemeindegliederung
Für die Gemeinde Krty-Hradec sind keine Ortsteile ausgewiesen. Krty-Hradec besteht aus den Ortslagen Hradec (Hradetz, 1939–45 Bürgel) und Krty (Krt, 1939–45 Mullheid).
Der mit dem Gemeindegebiet identische Katastralbezirk führt den Namen Krty u Strakonic.

### Nachbargemeinden
Nachbarorte sind Borek, Zadní Zborovice, Třebohostice und Únice im Norden, Klínovice, Hubenov und Černíkov im Nordosten, Domanice und Droužetice im Osten, Habeš und Dražejov im Südosten, Virt und Střela im Süden, Katovice und Pohodnice im Südwesten, Dolní Poříčí und Střelské Hoštice im Westen sowie Zadní Hoštice, Střelskohoštická Lhota und Mnichov im Nordwesten.

## Geschichte

### Hradec
Auf dem Hradec befand sich während der mittleren Burgwallzeit zwischen ca. 800 und 950 eine slawische Siedlung, die wahrscheinlich wegen ihrer exponierten Hügellage als Vorposten dem Schutz der Burg Kněží hora an der Otava diente. Der Archäologe Bedřich Dubský konnte dies in den 1920er Jahren durch Keramikfunde auf dem Dorfplatz von Hradec untermauern.
1569 erfolgte im Urbar der Herrschaft Strakonitz die erstmalige Erwähnung des Platzes na hradcy. Später wurde er als na Hradczy bezeichnet. Die Herkunft dieses Namens ist unklar, da auf dem Hügel keine Reste einer Befestigung gefunden wurden.
Im Jahre 1840 bestand Hradetz aus 24 Häusern mit 168 Einwohnern. Pfarrort war Katowitz. Bis zur Mitte des 19. Jahrhunderts blieb Hradetz immer nach Strakonitz untertänig.
Nach der Aufhebung der Patrimonialherrschaften bildete Hradec ab 1850 einen Ortsteil der Gemeinde Michov in der Bezirkshauptmannschaft und dem Gerichtsbezirk Strakonice. 1885 brannten in Hradec sechs Häuser ab und 1889 erneut drei. Im Jahre 1883 wurde in Míchov der Unterricht in einer einklassigen Dorfschule aufgenommen. 1905 brannten Hradec sechs Häuser ab. Hradec und Krty lösten sich im Dezember 1919 von Míchov los und schlossen sich zur Gemeinde Krty zusammen. Während der deutschen Besetzung erhielt das Dorf den deutschen Namen Bürgel. Hradec verlor nach 1950 seinen Status als Ortsteil von Krty.

### Krty
Die erste schriftliche Erwähnung von Kirti erfolgte im Jahre 1243, als Bavor I. von Strakonitz das Dorf zusammen mit Lom, Ptákovice, Miloňovice, Radošovice, Libětice, Mutěnice und Sousedovice sowie der Kirche des hl. Prokop und einem Haus in Strakonice dem Johanniterspital in Prag schenkte. Seine Frau Dobislawa überließ dem bei der Kirche des hl. Prokop in Strakonice eingerichteten förmlichen Konvent des Johanniterordens noch die Dörfer Makarov, Kozlov und Mnichov. Diese Schenkung wurde 1251 durch Markgraf Ottokar Přemysl und 1318 nochmals durch Bavors Brider und Erben Wilhelm von Strakonitz bestätigt. Ab 1569 übte der Richter in Mnichov auch die niedere Gerichtsbarkeit über Krty aus. Im Laufe der Zeit wurde das Dorf als Chirty, Kert, Krt und Kyrth bezeichnet. In den Jahren 1771 und 1772 brach eine Hungersnot aus, zugleich brannten in dem Dorf drei Häuser nieder.
Im Jahre 1840 bestand Krt/Krta aus 22 Häusern mit 150 Einwohnern. Im Dorf gab es einen herrschaftlichen Meierhof und eine Schäferei sowie eine Dominikalmühle am Veský rybník. Pfarrort war Katowitz. Bis zur Mitte des 19. Jahrhunderts blieb Krt immer nach Strakonitz untertänig.
Nach der Aufhebung der Patrimonialherrschaften bildete Krty/Krt ab 1850 einen Ortsteil der Gemeinde Michov in der Bezirkshauptmannschaft und dem Gerichtsbezirk Strakonice. Im Jahre 1883 wurde in Míchov der Unterricht in einer einklassigen Dorfschule aufgenommen. Nach einem sintflutartigen Regen überspülten die Wassermassen im Mai 1900 den Damm des Krtský rybník. Krty und Hradec lösten sich im Dezember 1919 von Míchov los und schlossen sich zur Gemeinde Krty zusammen. Die Gemeinde Krty bestand 1921 aus 61 Häusern, in denen 335 Personen lebten. 1932 gründete sich in der Gemeinde eine Freiwillige Feuerwehr. Im Jahre 1938 wurde in drei Teilstücken mit dem Bau einer Straße zwischen Strakonice, Dražejov, Krty und Mnichov begonnen. Vollendet wurde nur der erste Abschnitt Strakonice-Dražejov.
Während der deutschen Besetzung erhielt Krty den deutschen Namen Mullheid. 1950 lebten in den 74 Häusern der Gemeinde 279 Menschen. Im Jahre 1970 hatte die Gemeinde 231 Einwohner.
Am 1. Jänner 1974 wurde die Gemeinde Krty nach Katovice eingemeindet. Nach einem Referendum wurde Krty am 24. November 1990 wieder eigenständig. Beim Zensus von 1991 wurden in der Gemeinde 153 Einwohner und 66 Wohnhäuser gezählt. Seit dem 1. Juli 1997 führt die Gemeinde den Namen Krty-Hradec. In den 67 Häusern von Krty-Hradec lebten im Jahre 2001 129 Personen. 2008 hatte die Gemeinde 121 Einwohner.
Nördlich des Dorfes wird in einem ausgedehnten Steinbruch kristalliner Kalkstein gewonnen.

## Kultur und Sehenswürdigkeiten
- Kapelle in Krty
- Brunnen Bělička, nordöstlich von Krty. Bohuslav Balbín beschrieb 1679 in seinen Miscellanea historica Regni Bohemiae eine von den „Strakonitzer Maltesern unter Führung und auf Befehl der Engel bei Krta ausgegrabene Heilquelle, für deren Wunder es viele Zeugen gäbe“. Am Übergang vom 17. zum 18. Jahrhundert wurde neben dem Brunnen ein hoher Bildstock errichtet. In der zweiten Hälfte des 20. Jahrhunderts verkam der Bildstock durch Vandalismus und Diebstahl. Nach der Sanierung des Bildstockes schuf die Künstlerin Barbora Trojanová Repliken der vier gestohlenen Heiligenfiguren. Drei davon wurden 2008 feierlich in die Nischen gesetzt. Die vierte Figur ist weiterhin in der Kapelle am Dorfplatz deponiert, da sich in der vierten Nische ein Turmfalkennest befindet. Die relativ starke Quelle mit einer Wassermenge von einem Sekundenliter weist eine konstante Temperatur von 10 °C auf. Es soll sich dabei um Tiefenwasser aus dem Böhmerwald handeln. Der Brunnen speist den kleinen Teich Běličko; von dem früher als „silbernes Teichel mit einer mächtigen Weide“ beschriebenen Běličko ist heute nur noch ein stark verwachsener Tümpel übriggeblieben.
- Burgstätte und Naturreservat Kněží hora
- Naturreservat Tisovník, in dem Berg wurde in der zweiten Hälfte des 20. Jahrhunderts eine ausdehnte Bunkeranlage errichtet über die in der Bevölkerung Gerüchte über ein Munitions- oder gar Kernwaffendepot kursierten. Tatsächlich sollte sie wahrscheinlich der 4. Armee der ČsF als Hauptquartier für den Kriegsfall dienen. Die Bunker werden weiterhin durch die Tschechische Armee unterhalten.